# Luis Lusnich
Luis Lusnich (Gorizia, Italia, 1911-Tucumán, Argentina, 1995) es pintor argentino.

## Biografía
Desde joven, Lusnich estudió pintura y decoración. En 1930, a los 19 años de edad, llegó a la Argentina y concurrió a la Academia Nacional de Bellas Artes. Interrumpió esta etapa de formación para ingresar junto con Leopoldo Presas, Eolo Pons, Alberto Altalef, Aarón Lipietz, Ideal Sánchez y Bruno Venier en el Instituto Argentino de Artes Gráficas, bajo la dirección del maestro Lino Enea Spilimbergo. Como ayudante del mismo, Lusnich participó en la decoración de la cúpula de las Galerías Pacífico en Buenos Aires (1946).
Invitado por Spilimbergo, Lusnich se radicó en  Tucumán y dirigió la cátedra de dibujo y pintura del Instituto Superior de Arte, de la Universidad provincial, permaneciendo en funciones durante 15 años.
Desde 1944, Luis Lusnich participó en los Salones Nacionales, realizando numerosas exposiciones individuales y colectivas. Entre los premios recibidos se destacen el Premier Premio en el Salón de Tucumán (1952-1954-1961); el Primer Premio de Salón de Mar del Plata (1957-1961; Premier Premio en el Salón del Noroeste Argentino (1957-1959); Premios Especial en el Salón de Santa Fe (1958); Premio “Laura B. de Díaz”, en el Salón Nacional (1963).
Figuran obras de Luis Lusnich en el Museo Quinquela Martín (Buenos Aires. CF) y también en los Museos de Tandil, La Plata, Avellaneda, Tucumán, Santiago del Estero, Jujuy y el Museo Irureta de Tilcara (Argentina).
Realizaron comentarios sobre sus obras los críticos Córdoba Iturburu, Baliari, Caride, A. Del-Agua, Haedi, Pérsico, Chierico, Magrini, entre otros..
“…Los suyos son seres que una vez vistos nos será difícil olvidar por la carga de humanidad que contagian, que depositan en nuestra memoria, que entran el organismo de nuestra sensibilidad. Hay un proceso de osmosis entre el cuadro de Lusnich y nuestro espíritu. Pintura que parece haber sido lograda como un teorema para la mente y no para la sensibilidad, porque frente a ella se corre el riesgo de extraviar las palabras.” --Eduardo Baliari